# Schloss Reifnitz
Schloss Reifnitz is een kasteel bij Reifnitz am Wörthersee in de gemeente Maria Wörth aan de zuidoever van de Wörthersee in Karinthië in Oostenrijk.
Vanaf het kasteel is er uitzicht over het meer.
In 1898 is het gebouwd voor Adolf Heinrich Bercht (latere burgemeester van Klagenfurt) naar de plannen van de architect Professor Zenkonski.
Het werd als galerie gebruikt. Eind 2005 werd het kasteel door Magna International gekocht.